# Залізнична катастрофа поблизу Бад-Айблінга
Залізнична катастрофа поблизу Бад-Айблінга — найбільша залізнична аварія в Німеччині з 1998 року. 
Катастрофа сталася 9 лютого 2016 на лінії Гольцкірхен — Розенгайм. Два потяги на великій швидкості зіткнулися на ділянці залізниці між річкою і лісом поблизу міста Бад-Айблінга на півдні Німеччини. У результаті трагедії загинуло 10 людей, 1 зниклий безвісти, близько восьми десятків пасажирів поранені, 15 з яких відвезли до лікарні у вкрай важкому стані.

## Хронологія
Аварія сталася відразу після 06:48 за місцевим часом.
Два поїзди компанії «Meridian» рухалися назустріч один одному по одній колії. Обидва машиністи не бачили небезпеки, бо залізниця на місці аварії робить поворот, вони почали гальмувати в останній момент. Електровози протаранили один одного, інші вагони частково зійшли з рейок.
За словами міністра внутрішніх справ Баварії Йоахима Германна, на тому відрізку дороги лише одна залізнична гілка, тому поїзди мали зустрітися на залізничній станції і розминутися. Ймовірно, один із потягів не дотримався розкладу.
На місці катастрофи знайдено дві чорні скриньки.

## Рятувальна операція
До рятувальної операції залучили санітарну авіацію (понад десять вертольотів) та водний транспорт.